# ドニー・エイブラハム
ドニー・エイブラハム（Donnie Abraham 1973年10月8日- ）はサウスカロライナ州オレンジバーグ出身のアメリカンフットボール選手。1996年から2004年までNFLのタンパベイ・バッカニアーズ、ニューヨーク・ジェッツでプレーした。ポジションはコーナーバック。

## 経歴
東テネシー大学から1996年のNFLドラフト3巡でタンパベイ・バッカニアーズに指名されて入団した。1997年のグリーンベイ・パッカーズとのプレーオフでは2インターセプトをあげた。1998年7月にチームと5年間の延長契約を結んだ。同年のニューヨーク・ジャイアンツ戦で相手WRのアイク・ヒリャードにタックルしたプレーで頭部への不正な打撃を加えたとしてNFLより5000ドルの罰金を科された。
1999年にはNFLトップの7インターセプト、2000年にはプロボウルに選ばれた。バッカニアーズでは6シーズン過ごした。その間チーム記録となる31インターセプトをあげ、1999年から2001年までは3年連続4インターセプト以上をあげた。この記録は2010年にアキブ・タリブが達成するまでバッカニアーズの選手で達成するものはいなかった。2000年にはプロボウルに選ばれている。
2002年にサラリーキャップを空けるため、バッカニアーズを解雇され、ドラフト直後にニューヨーク・ジェッツと契約を結んだ、ジェッツでは2004年まで3シーズンプレーした。2003年9月のマイアミ・ドルフィンズ戦で相手QBジェイ・フィードラーにタックルにいった際、右肩を負傷し長期戦列を離れることとなった。2005年春にジェッツから解雇され、同年7月14日、現役引退を発表した。
2011年2月、アリーナフットボールリーグのタンパベイ・ストームのディフェンシブバックコーチに就任した。

## 人物
従兄弟のティム・ジェニングスもNFL選手である。